# Лунево-Мале
Лунево-Мале (пол. Łuniewo Małe) — село в Польщі, у гміні Клюково Високомазовецького повіту Підляського воєводства.
Населення — 155 осіб (2011).
У 1975-1998 роках село належало до Ломжинського воєводства.

## Демографія
Демографічна структура станом на 31 березня 2011 року:
|          | Загалом | Допрацездатний вік | Працездатний вік | Постпрацездатний вік |
| -------- | ------- | ------------------ | ---------------- | -------------------- |
| Чоловіки | 82      | 21                 | 49               | 12                   |
| Жінки    | 73      | 12                 | 42               | 19                   |
| Разом    | 155     | 33                 | 91               | 31                   |